# Camponotus iheringi
Camponotus iheringi är en myrart som beskrevs av Auguste-Henri Forel 1908. Camponotus iheringi ingår i släktet hästmyror, och familjen myror.

## Underarter
Arten delas in i följande underarter:
- C. i. bajulus
- C. i. iheringi

## Bildgalleri

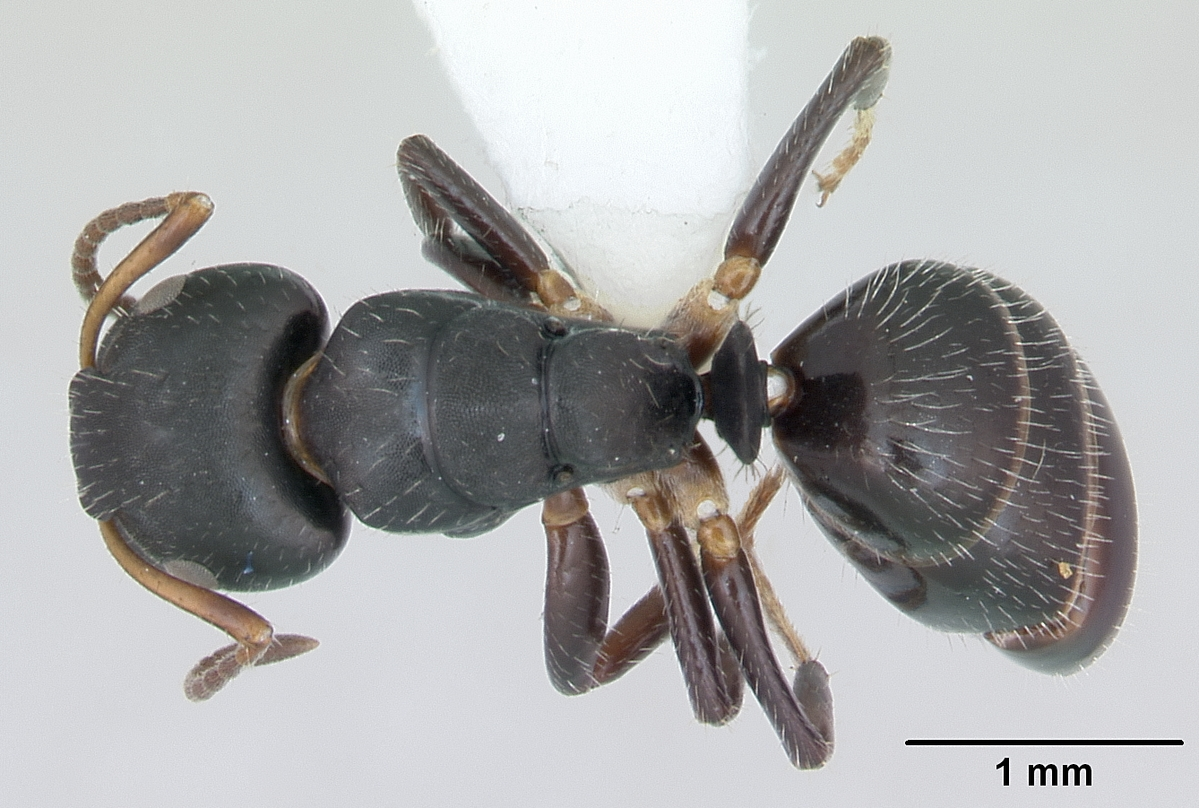
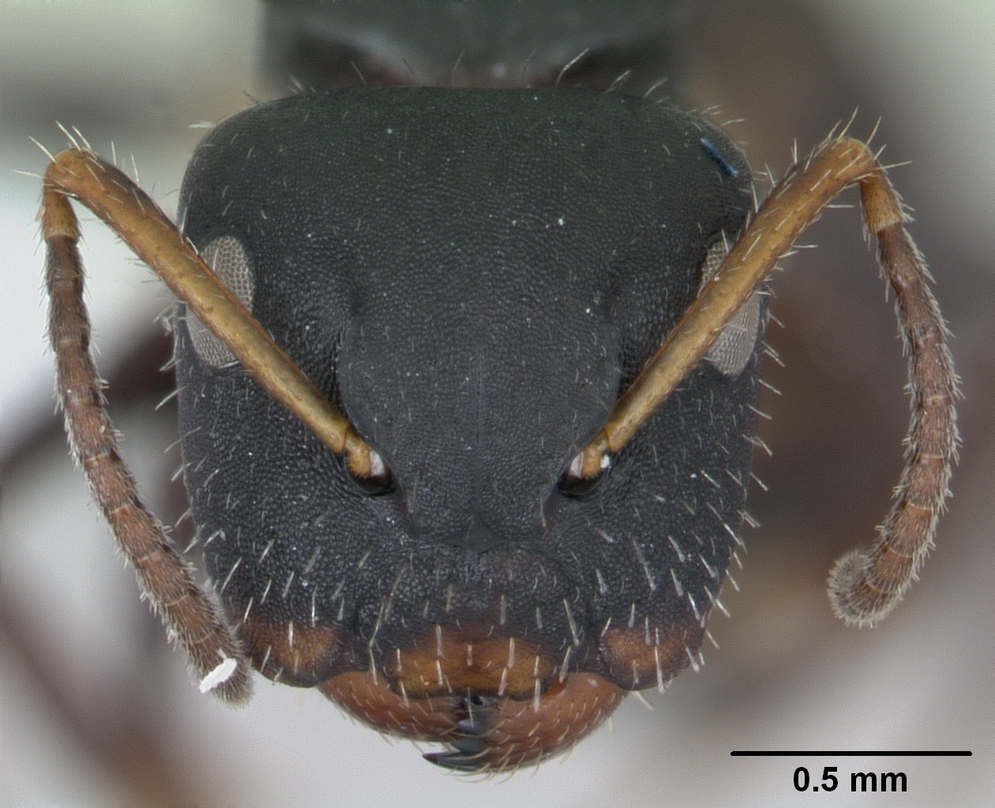
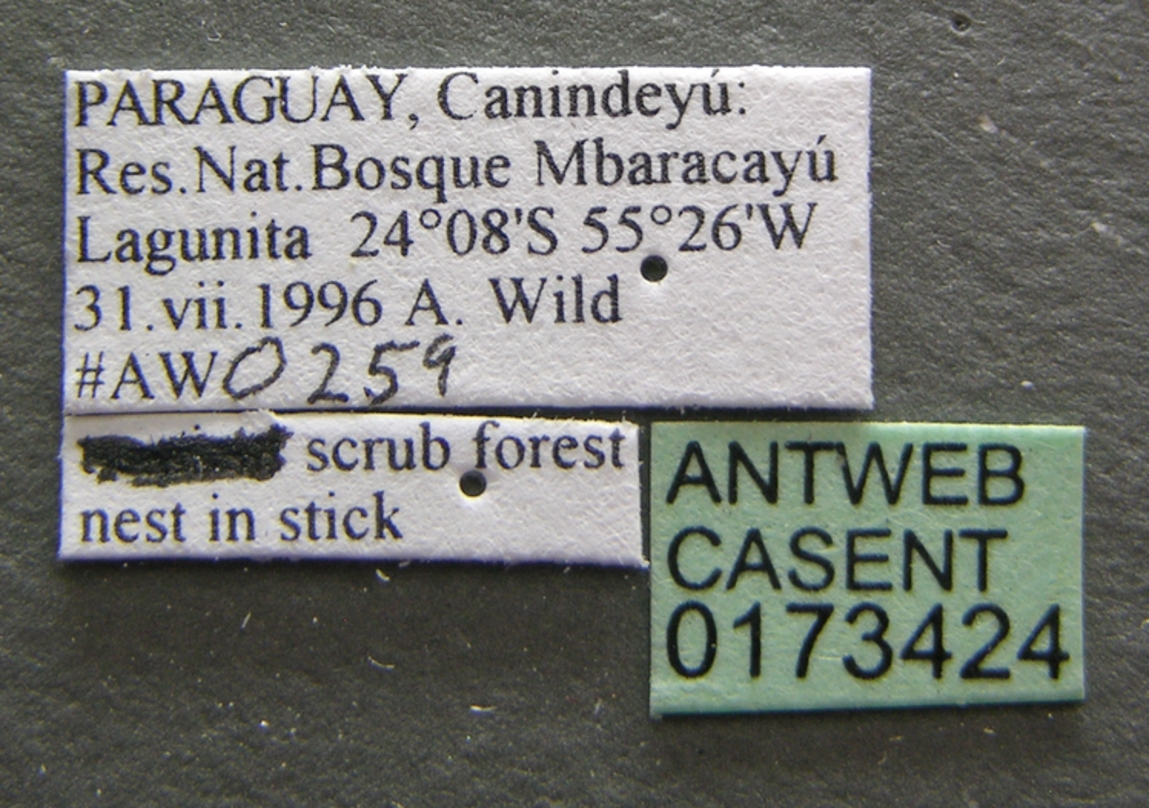
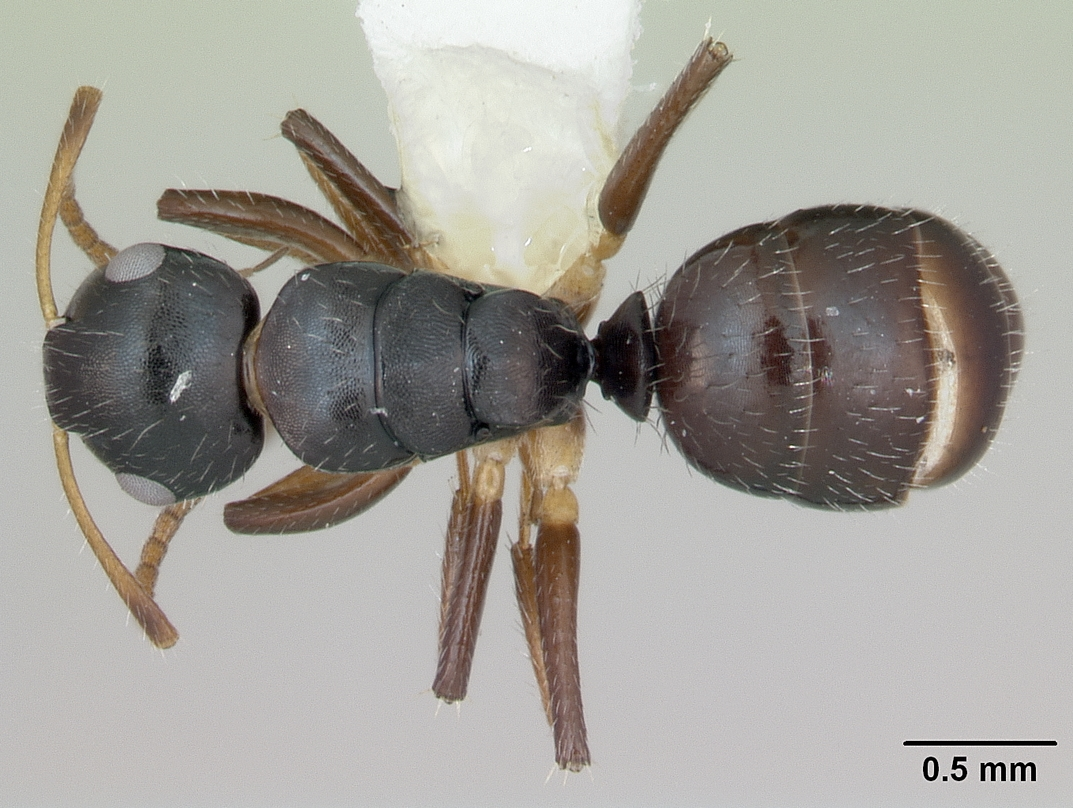
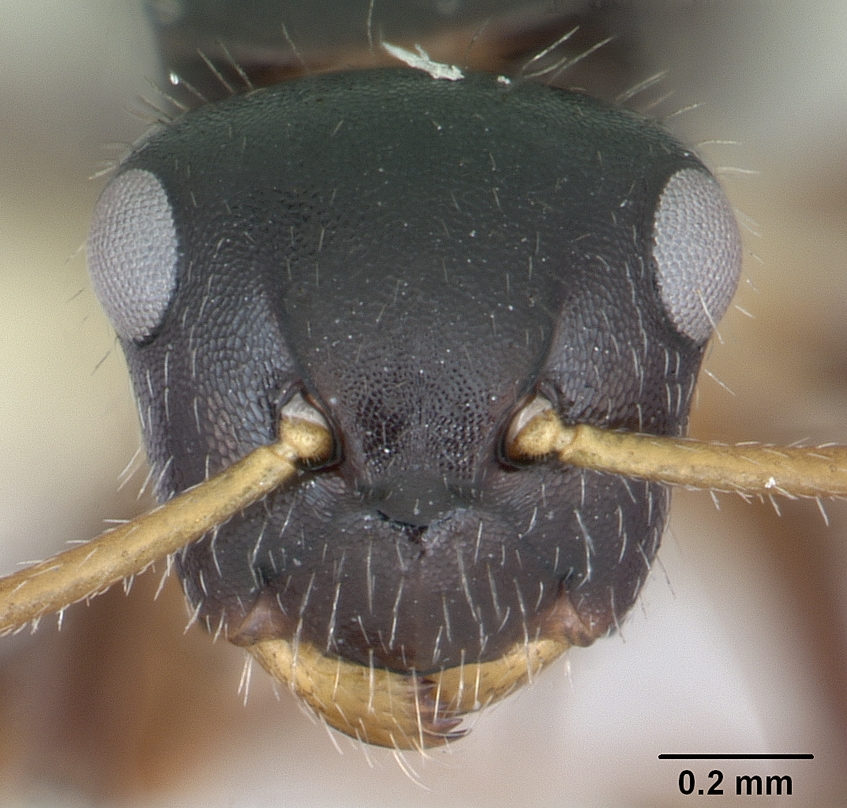
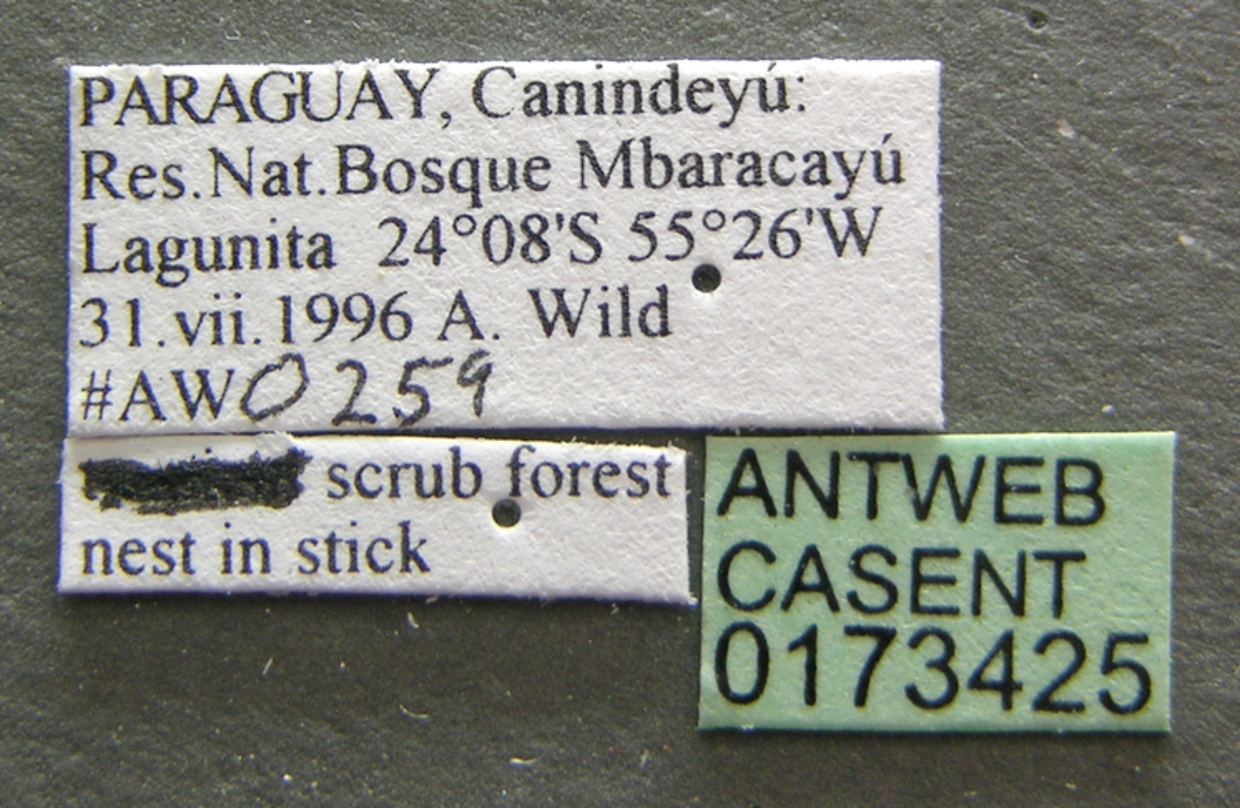